# Liste des espèces du genre Armillaria

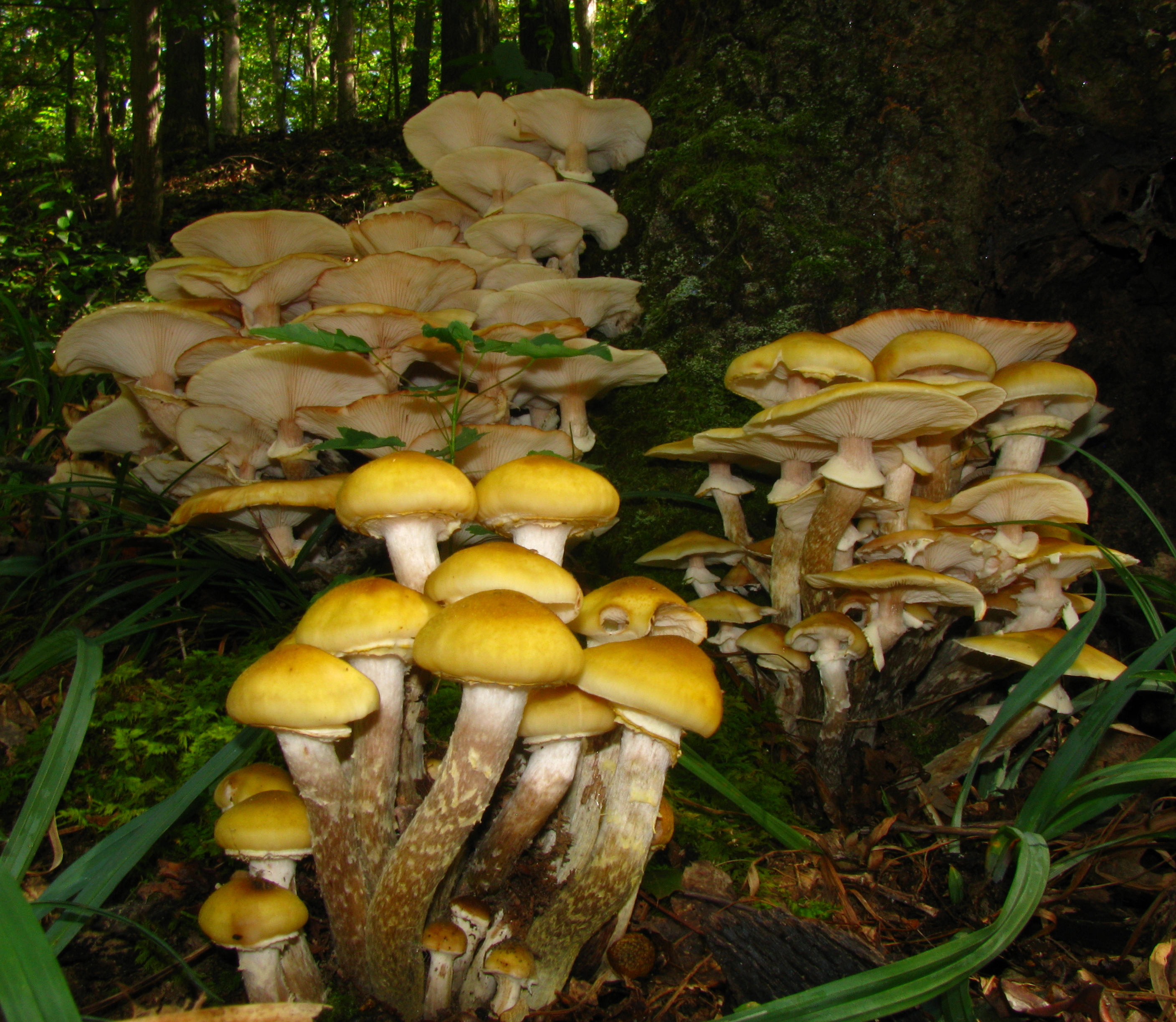
Armillaria mellea, espèce-type du genre Armillaria.

Armillaria est un genre de champignons communément appelé « armillaires ». 
D'abord traité par Elias Magnus Fries en 1821, et plus tard assigné au rang générique par Friedrich Staude en 1857, le genre Armillaria est classé dans la famille des Physalacriaceae, de l'ordre des Agaricales, les champignons lamellés.
La plupart des espèces d'Armillaria sont saprophytes et vivent principalement dans le bois mort, mais certaines sont des parasites qui peuvent provoquer des pourridiés chez plus de 600 espèces de plantes ligneuses.
Certaines espèces d'Armillaria forment des mycorhizes avec les orchidées.  
D'autres, telles qu'Armillaria gallica, Armillaria mellea et Armillaria tabescens, sont bioluminescentes.
Les espèces d'Armillaria forment des sporophores charnus, à spores blanches, avec un voile cotonneux ou membraneux qui forme généralement un anneau distinct sur le pied. Ces champignons à port cespiteux apparaissent généralement à l'automne en touffes nombreuses sur le bois à la base des troncs ou sur les racines. 
Les espèces d'Armillaria produisent des rhizomorphes (pseudoracines constituées d'agrégations d'hyphes), qui peuvent former des réseaux souterrains massifs et durables. La croissance des réseaux de rhizomorphes permet la propagation du champignon d'arbre en arbre, même si un contact direct entre plantes malades et plantes saines est impossible.
Le genre a servi un temps de taxon poubelle pour de nombreux champignons agarics caractérisés par une sporée blanche, des lames adhérentes au stipe et la présence d'un anneau. Du fait d'interprétations divergentes sur les limites du genre, plus de 270 espèces et variétés ont été placées dans le genre Armillaria ou son synonyme, Armillariella.
Une étude globale de Tom Volk et Harold Burdsall a évalué en 1995 tous les épithètes qui ont été utilisées dans les genres Armillaria ou Armillariella. Elle a montré qu'environ 40 espèces appartiennent au genre Armillaria  stricto sensu (au sens strict) ; les noms restants appartiennent à des espèces qui sont réparties dans 43 autres genres fongiques modernes.
De nombreuses espèces sont difficiles ou impossibles à distinguer les unes des autres en utilisant les caractéristiques observables ; des tests d'incompatibilité en laboratoire sont souvent utilisés sur des cultures pures afin de déterminer les espèces de manière fiable.
En raison des difficultés posées par l'identification de routine des espèces, le recours au séquençage de l'ADN et à des approches phylogénétiques est devenu une méthode standard pour aider à clarifier les relations entre espèces. 
Celles-ci diffèrent par leur répartition géographique et leur position écologique, par leur spécificité d'hôte, par leurs caractéristiques microscopiques et macroscopiques, et aussi par leur agressivité dans la colonisation du bois des hôtes ligneux. 
La liste des espèces d'Armillaria présentée ci-dessous  est basée sur les présentations taxinomiques établies par Volk et Burdsall en 1995, David Pegler en 2000 et sur des rapports d'espèces nouvelles publiés depuis lors,,.

## Espèces

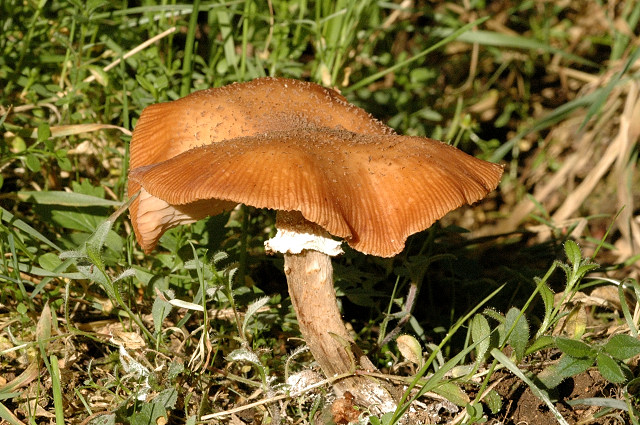
Armillaria borealis.

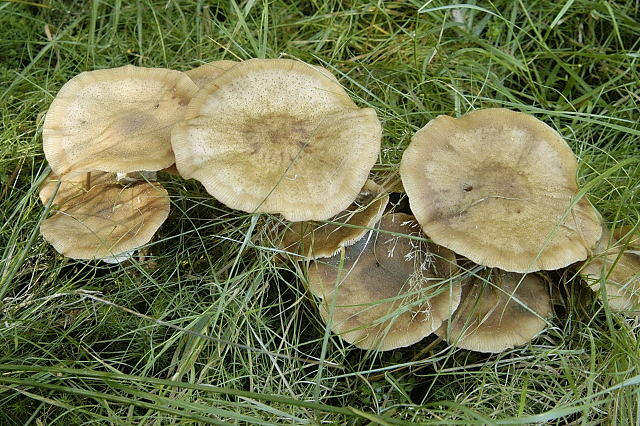
Armillaria cepistipes.

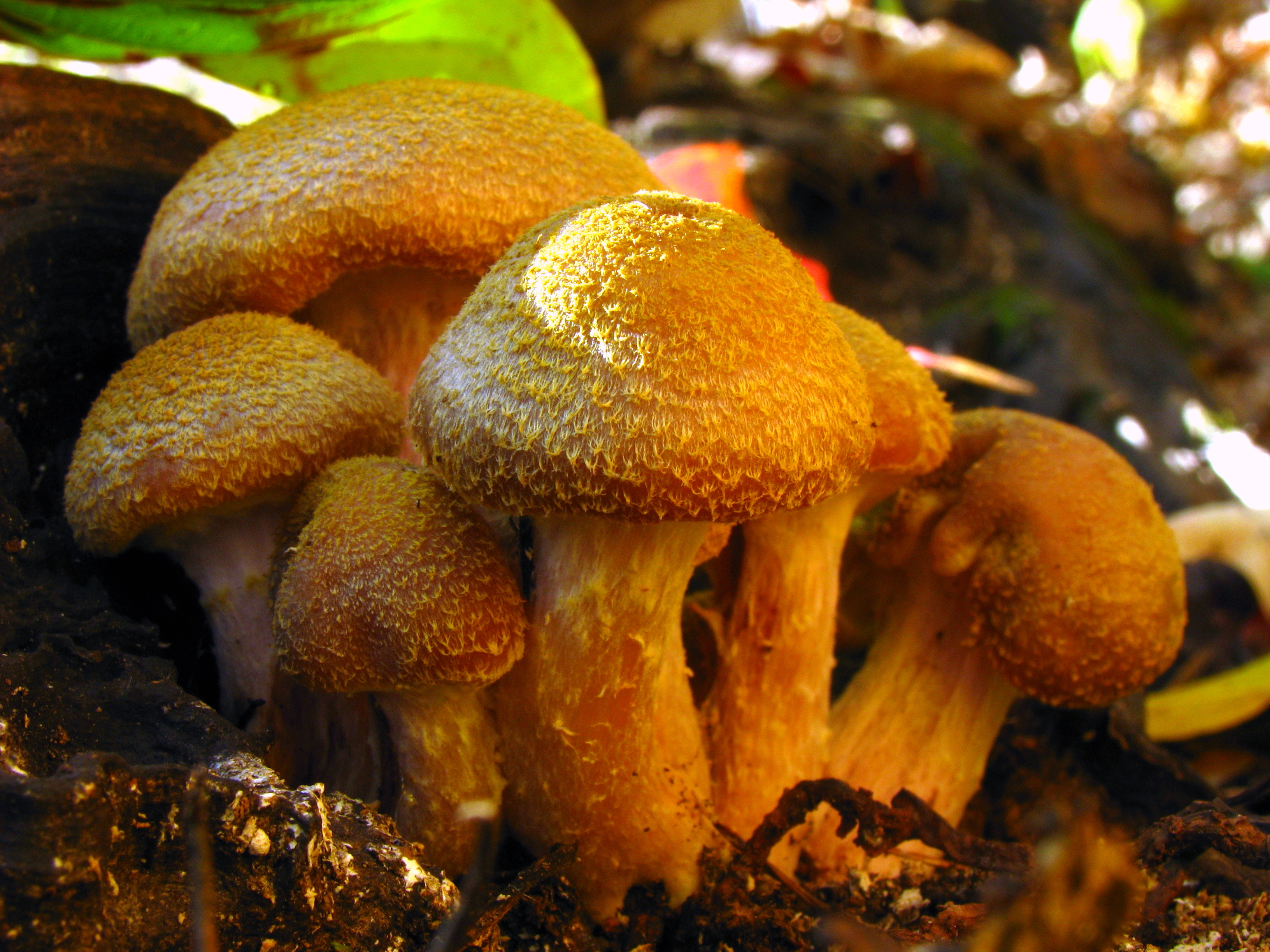
Armillaria gallica.

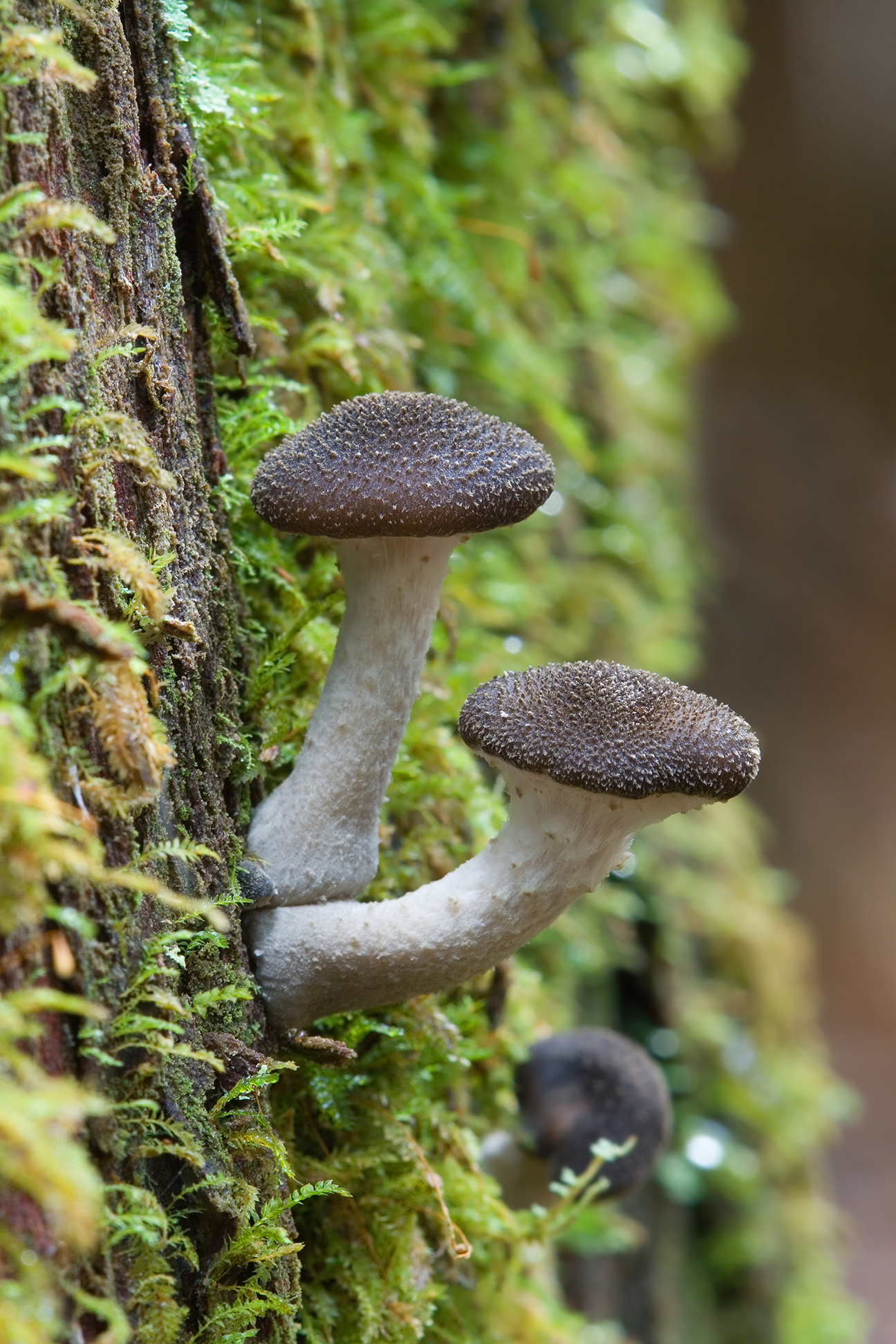
Armillaria hinnulea.

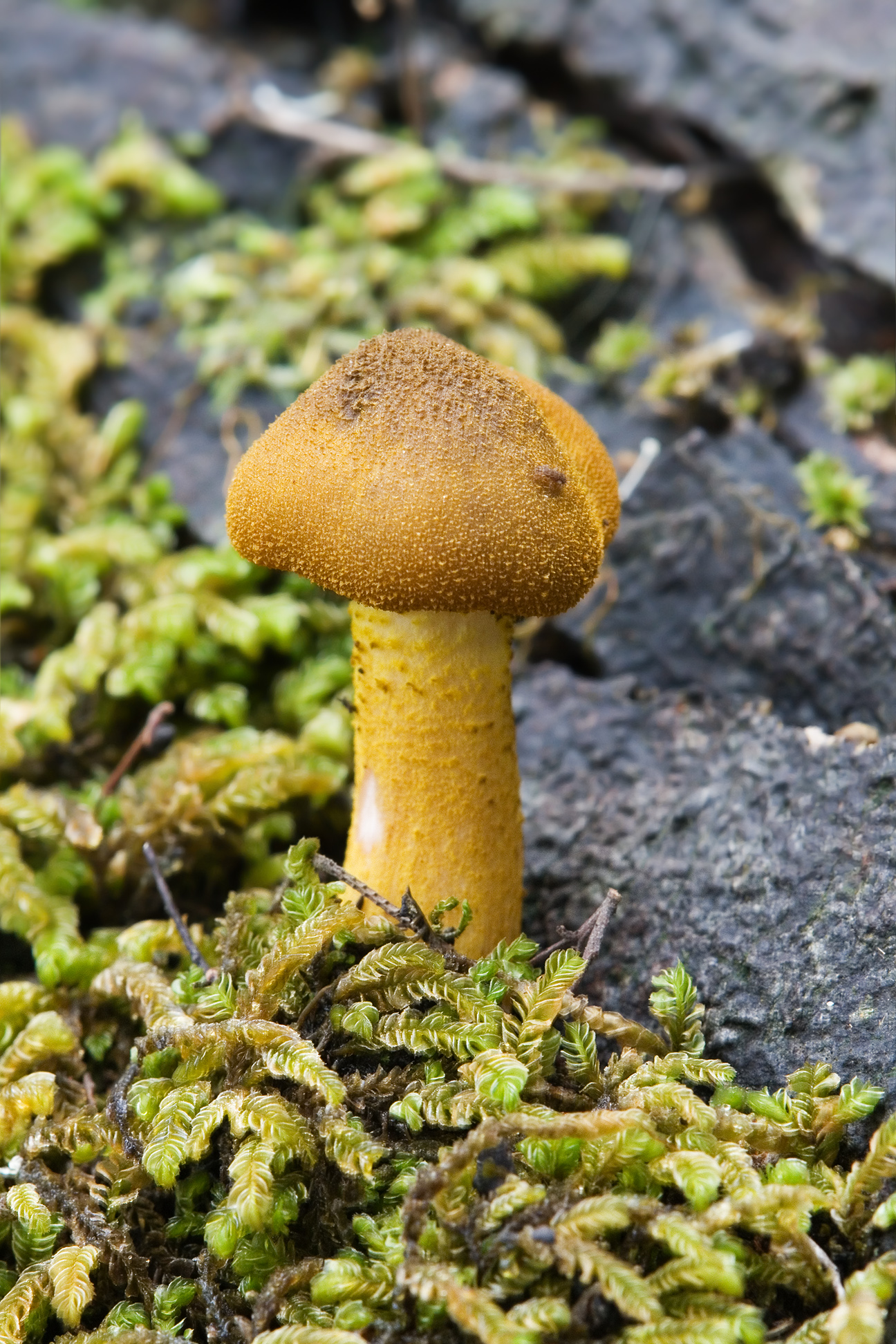
Armillaria luteobubalina.

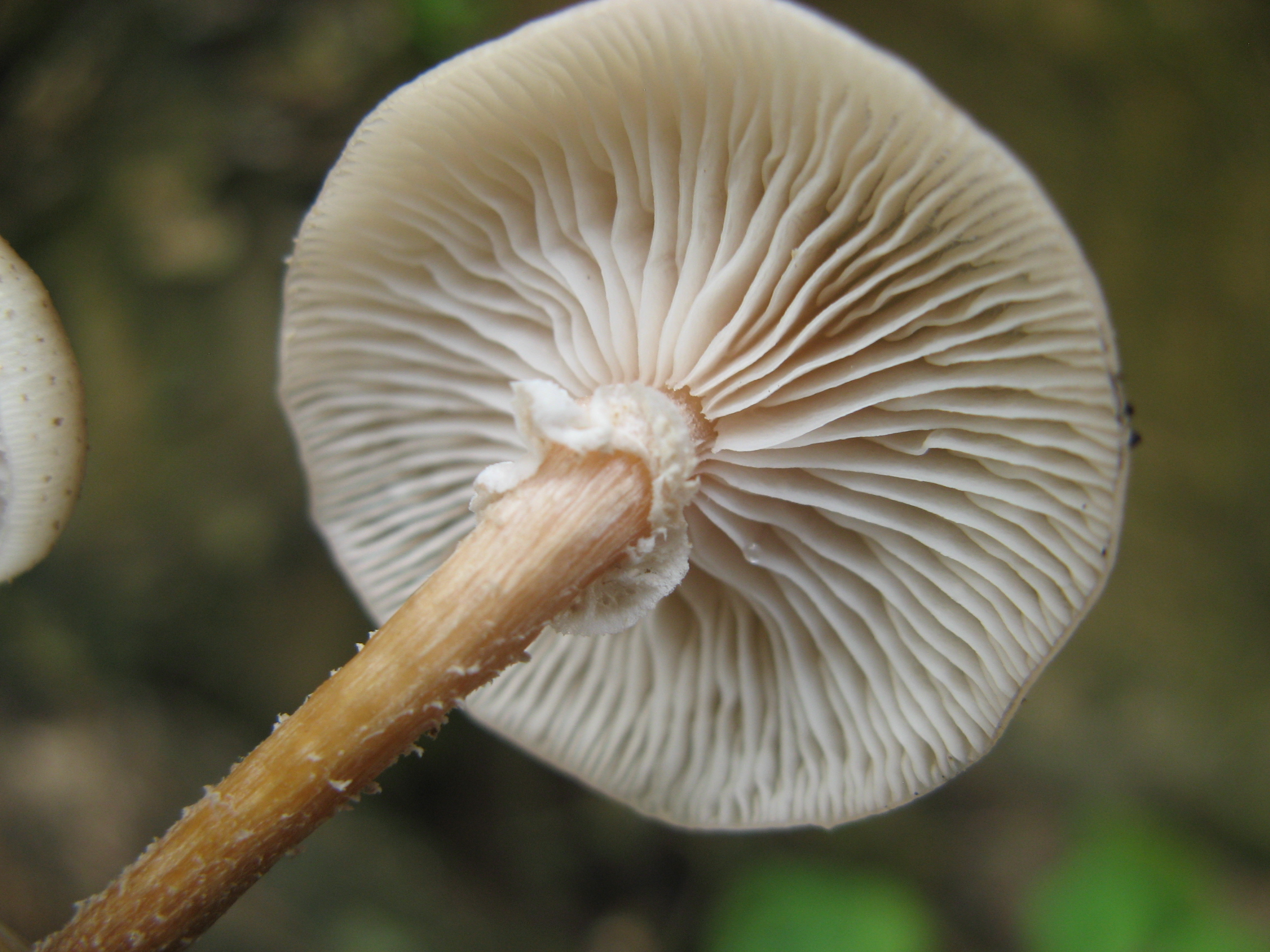
Armillaria puiggarii.

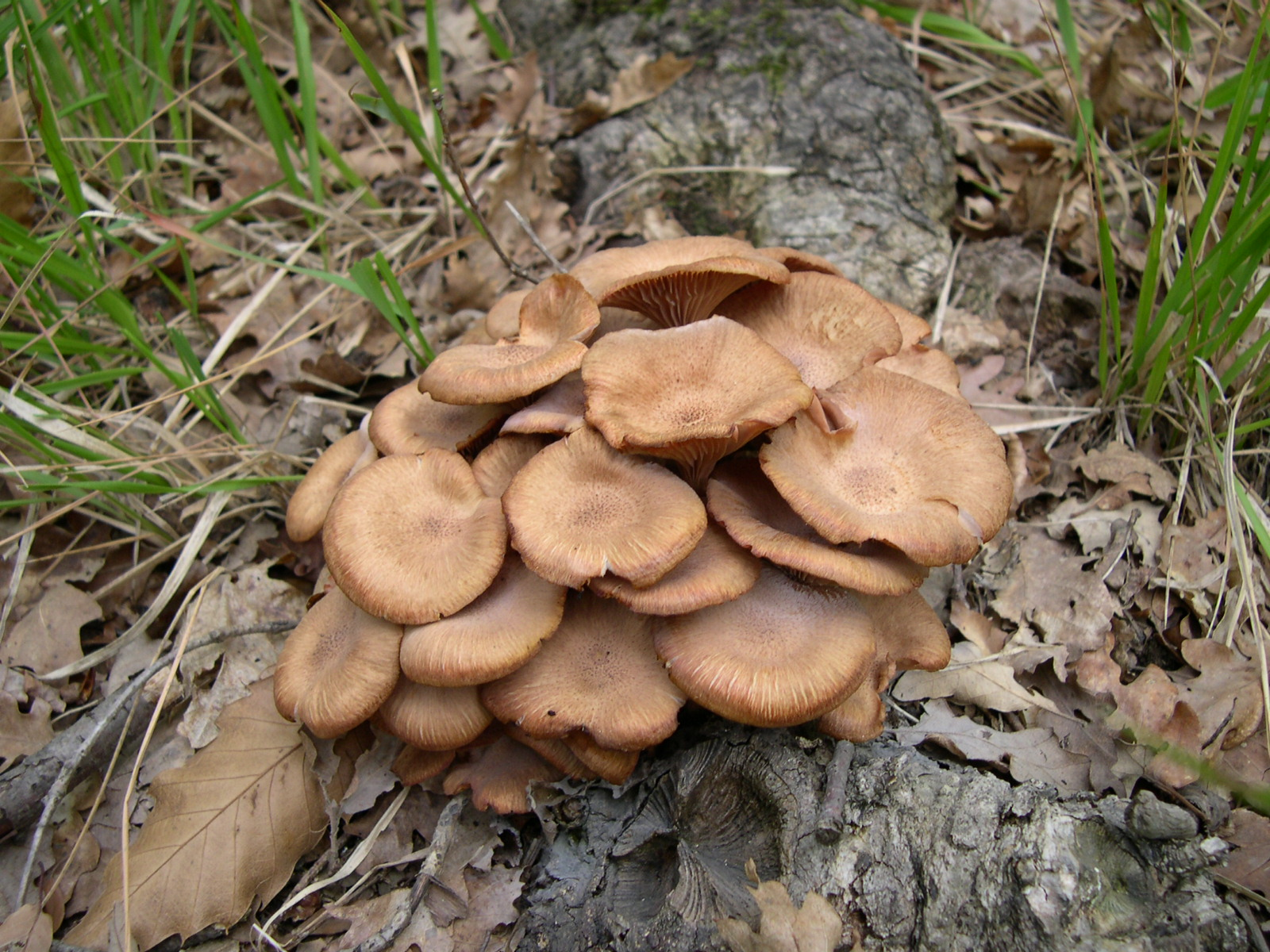
Armillaria tabescens.

Légende du tableau des espèces ci-dessous
| Nom          | Nom binomial de l'espèce d'Armillaria. |
| Auteur       | Nom de l'auteur (le cas échéant sous forme d'abréviation normalisée) qui a publié la première description de l'espèce en utilisant un nom scientifique disponible, éventuellement combiné avec le nom de celui qui l'a rattachée au genre Armillaria ,                     |
| Année        | Année au cours de laquelle l'espèce a été nommée ou rattachée au genre Armillaria. Lorsque l'année de publication effective (telle que définie selon le principe de priorité) diffère de la date indiquée dans la source, cette dernière date est donnée entre guillemets. |
| Distribution | Aire de répartition de l'espèce ; sauf indication contraire, cette information provient de Volk et Burdsall (1995) et de Pegler (2000). |

| Nom                        | Auteur                                | Année       | Distribution                                                    |
| -------------------------- | ------------------------------------- | ----------- | --------------------------------------------------------------- |
| Armillaria affinis         | (Singer) T.J.Volk & Burds.            | 1995        | Antilles / Amérique centrale                                    |
| Armillaria altimontana     | Brazee, B.Ortiz, Banik & D.L.Lindner. | 2012        | Ouest de l'Amérique du Nord                                     |
| Armillaria apalosclera     | (Berk.) A.Chandra & Watl.             | 1982 (1981) | Asie                                                            |
| Armillaria borealis        | Marxm. & Korhonen                     | 1982        | Eurasie                                                         |
| Armillaria calvescens      | Bérubé & Dessur.                      | 1989        | Est de l'Amérique du Nord                                       |
| Armillaria camerunensis    | (Henn.) Courtec.                      | 1995        | Afrique                                                         |
| Armillaria cepistipes      | Velen.                                | 1920        | Eurasie / Amérique du Nord                                      |
| Armillaria duplicata       | (Berk.) Sacc.                         | 1887        | Inde                                                            |
| Armillaria ectypa          | (Fr.) Lamoure                         | 1965        | Europe                                                          |
| Armillaria fellea          | (Hongo) Kile & Watling                | 1983        | Australie                                                       |
| Armillaria fumosa          | Kile & Watling                        | 1983        | Australie                                                       |
| Armillaria fuscipes        | Petch                                 | 1909        | Afrique / Asie                                                  |
| Armillaria gallica         | Marxm. & Romagn.                      | 1987        | Afrique / Europe / Japon / Amérique du Nord,                    |
| Armillaria gemina          | Bérubé & Dessur.                      | 1989        | Est de l'Amérique du Nord                                       |
| Armillaria griseomellea    | (Singer) Kile & Watling               | 1983        | Amérique du Nord et du Sud                                      |
| Armillaria heimii.         | Pegler                                | 1977        | Afrique                                                         |
| Armillaria hinnulea        | Kile & Watling                        | 1983        | Australasie                                                     |
| Armillaria jezoensis       | J.Y.Cha & Igarashi                    | 1994        | Japon                                                           |
| Armillaria limonea         | (G.Stev.) Boesew.                     | 1977        | Australasie / Amérique du Sud                                   |
| Armillaria luteobubalina.  | Watling & Kile                        | 1978        | Australasie / Amérique du Sud                                   |
| Armillaria mellea          | (Vahl) P.Kumm.                        | 1871        | Eurasie / Amérique du Nord                                      |
| Armillaria melleorubens    | (Berk. & M.A.Curtis) Sacc.            | 1887        | Amérique du Nord et Amérique centrale                           |
| Armillaria montagnei       | (Singer) Herink                       | 1973        | Europe / Amérique du Sud                                        |
| Armillaria nabsnona        | T.J.Volk & Burds.                     | 1996        | Asie / Ouest de l'Amérique du Nord                              |
| Armillaria novae-zelandiae | (G.Stev.) Boesew.                     | 1973        | Australie / Nouvelle-Guinée /Nouvelle-Zélande / Amérique du Sud |
| Armillaria omnituens       | (Berk.) Sacc.                         | 1887        | Inde                                                            |
| Armillaria pallidula       | Kile & Watling                        | 1988        | Australie                                                       |
| Armillaria paulensis       | Capelari                              | 2008        | Amérique du Sud                                                 |
| Armillaria pelliculata     | Beeli                                 | 1927        | Afrique                                                         |
| Armillaria procera         | Speg.                                 | 1889        | Amérique du Sud                                                 |
| Armillaria puiggarii       | Speg.                                 | 1889        | Amérique du Sud                                                 |
| Armillaria sinapina        | Bérubé & Dessur.                      | 1988        | Asie / Amérique du Nord,                                        |
| Armillaria singula         | J.Y.Cha & Igarashi                    | 1994        | Japon / Amérique du Nord                                        |
| Armillaria socialis        | (DC.) Fayod                           | 1889        | Eurasie / Amérique du Nord                                      |
| Armillaria solidipes.      | Peck                                  | 1900        | Eurasie / Amérique du Nord,                                     |
| Armillaria sparrei         | (Singer) Herink                       | 1973        | Amérique du Nord et du Sud                                      |
| Armillaria tabescens       | (Scop.) Emel                          | 1921        | Eurasie / Amérique du Nord                                      |
| Armillaria tigrensis       | (Singer) T.J.Volk & Burds.            | 1983        | Amérique du Sud                                                 |
| Armillaria umbrinobrunnea  | (Singer) Pildain & Rajchenb.          | 2010        | Amérique du Sud                                                 |
| Armillaria viridiflava     | (Singer) T.J.Volk & Burds.            | 1995        | Europe (?) / Amérique du Sud                                    |
| Armillaria yungensis       | (Singer) Herink                       | 1973        | Amérique du Sud                                                 |